# Dreierrat
Der Dreierrat (polnisch Rada Trzech) war eine Institution der polnischen Exilregierung in den Jahren 1954 bis 1972.
Er konstituierte sich in London, nachdem sich der seit 1947 amtierende polnische Exilpräsident August Zaleski geweigert hatte, gemäß vorheriger Absprache nach sieben Jahren Amtszeit zurückzutreten. Der Dreierrat erklärte sich zum kollektiven Staatsoberhaupt und ernannte eine eigene Regierung, welche, wie der Rat selbst, die Anerkennung des Rates der Nationalen Einheit, des polnischen Exilparlaments, erlangte.
Der Dreierrat löste sich 1972 selbst auf, als er nach dem Tod Zaleskis den von diesem ernannten Nachfolger Stanisław Ostrowski als legitimen Exilpräsidenten anerkannte.

## Mitglieder
- General Władysław Anders (bis 1970)
- Edward Raczyński (bis 1972)
- Tomasz Arciszewski (bis 1955)

Tomasz Arciszewski starb 1955. Seinen Platz nahmen ein:
- General Tadeusz Bór-Komorowski (1956–1966)
- General Roman Odzierzyński (1966–1968)
- Stanisław Mglej (1968–1969)
- Alfred Urbański (1969–1972)

Władysław Anders starb 1970. Ihn ersetzte:
- General Stanisław Kopański (1970–1972)

## Belege
1. ↑  Marcin Zaremba: Die Präsidenten der Republik Polen im Exil. In: Polytika. 2010, abgerufen am 27. Februar 2020 (polnisch).